# Gervasio de Artiñano y Galdácano
Gervasio de Artiñano y Galdácano (Bilbao, 14 de febrero de 1873 - Madrid, 16 de julio de 1938)  fue un político e ingeniero español.
En 1914 dio una conferencia en el Ateneo de Madrid sobre la arquitectura naval española.  Desde 1915 fue catedrático de la Escuela de Ingenieros Industriales de Bilbao. Fue elegido diputado, de inspiración carlista, por el distrito de Laguardia (Álava) en las elecciones generales de 1918 y 1919 . 
Desde 1930 fue catedrático en la Escuela de Ingeniería de la Universidad Central de Madrid. En 1934 entró en la Real Academia de la Historia.  Al comienzo de la guerra civil se refugió en la embajada de Chile, donde murió en 1938. 

## Obras
- Historia del comercio con las Indias durante el dominio de los Austrias (1917)
- La Arquitectura Naval Española (1920)
- Resistencia de materiales y Grafostática (1930)
- Encarecimiento de la vida en Europa y singularmente en España
- Bosqueo crítico de la evolución de nuestra industria desde la época de los Reyes Católicos hasta mediados del siglo XIX
- Historia del comercio con las Indias durante la dominación de los Austrias y el Estudio de la Cultura Española en las Indias